# Autoroute macédonienne M2
Pour les articles homonymes, voir M2.
L'autoroute M2 (en macédonien M2 Автопат) est une route de la Macédoine du Nord, qui doit devenir une autoroute dans un avenir proche. Elle fait partie de la route européenne 871 et relie Koumanovo, située au nord du pays, à la frontière bulgare. La M2 suit en grande partie le cours de la Kriva et dessert la ville de Kriva Palanka. 
La route fait partie du corridor 8, qui relie l'Albanie à la Bulgarie, et traverse la région la plus pauvre de Macédoine, elle possède donc un fort potentiel pour le développement économique des Balkans. Elle est pourtant largement incomplète, puisque ce n'est pas encore une vraie quatre voies, à l'exception d'un tronçon près de Koumanovo. Des travaux de construction sont néanmoins prévus entre Kriva Palanka et la frontière ainsi qu'entre Kriva Palanka et Romanovtsé. Ces deux troncçons successifs totalisent 73,5 kilomètres et leur coût est estimé à 262 millions d'euros.